# Rashid al-Din Sinan
Rāshid al-Dīn Sinān (in arabo راشد الدين سنان‎?, Rāshid al-Dīn Sinān), anche noto come Vecchio della Montagna (in arabo شيخ الجبل‎?, Shaykh al-Jabal; in latino Vetulus de Montanis) (1131/1135 – 1193), fu un daʿi (missionario) e principale esponente del ramo siriano dei nizariti ismailiti (l'Ordine degli Assassini) dal 1162 e fino alla sua morte nel 1193.
Fu una figura di spicco nella storia delle crociate e, in particolare, della terza, oltre che mandante dell'omicidio di Corrado del Monferrato, re di Gerusalemme. Nella cultura di massa, è noto perché rientra tra i protagonisti principali del videogioco Assassin's Creed, il primo della saga omonima, con il nome di Al Mualim ("Il Mentore").

## Biografia

### Primi anni

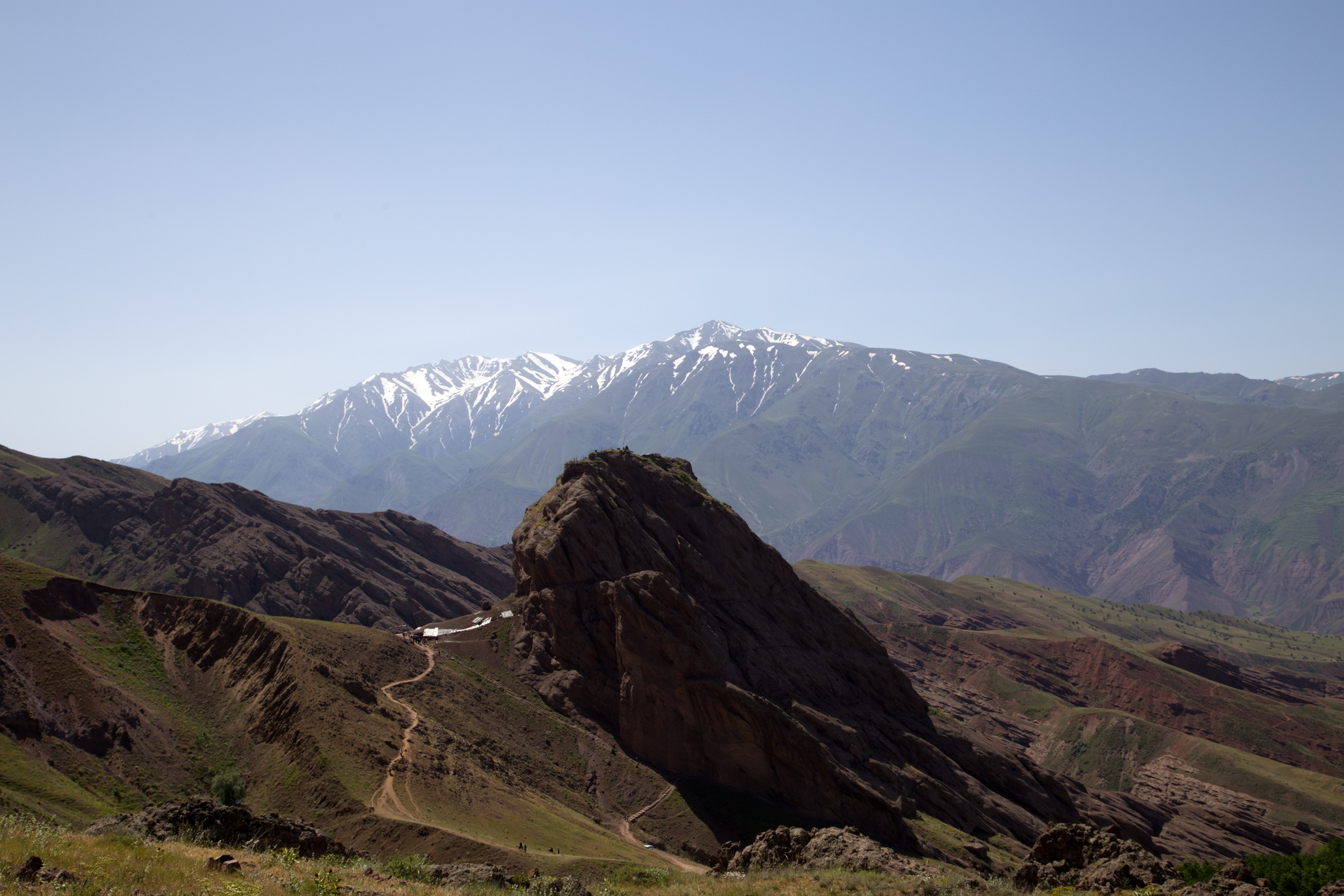
Rovine del castello di Alamūt, dove Sinan iniziò la sua carriera come ismailita

Rāshid al-Dīn Sinān nacque tra il 1131 e il 1135 a Bassora, nel sud dell'Iraq, da una famiglia benestante. Secondo la sua autobiografia, di cui sopravvivono soltanto alcuni frammenti, egli giunse da giovane ad Alamūt, la fortezza sede dell'Ordine degli Assassini, a seguito di un grave alterco con i fratelli. Lì affrontò il tradizionale percorso di addestramento dei membri della setta. Nel 1162, il capo dell'epoca, Ḥasan II, lo inviò in Siria. Da lì nel 1164 iniziò ad annunciare la qiyāma (ripetendo la cerimonia di Hassan II ad Alamūt) dei nizariti, ossia in altre parole la resurrezione. Una volta che gli fu assegnata la gestione delle roccaforti nizariti di al-Kahf e successivamente di Maṣyāf, rimase nella regione della Siria settentrionale per tutta la sua vita.
Sinān godette di una popolarità senza precedenti all'interno della comunità nizarita siriana, circostanza che gli permise di agire in maniera tutto sommato indipendente da Alamūt. Alcuni scritti dell'epoca lo consideravano circondato da un'aura di semi-divinità, ma si trattava di toni solitamente riservati all'imam nizarita ismailita di turno. È noto che, a seguito della crescente spaccatura tra Rāshid al-Dīn Sinān e Nūr al-Dīn Muḥammad, attivo ad Alamūt, altri nizariti tentarono più volte di rimuovere Sinān. Tuttavia, quest'ultimo evitò una rottura completa dei rapporti con Norandino. Nel frattempo, si concentrò nel rafforzamento delle roccaforti che possedeva in Siria.

### Rafforzamento del potere

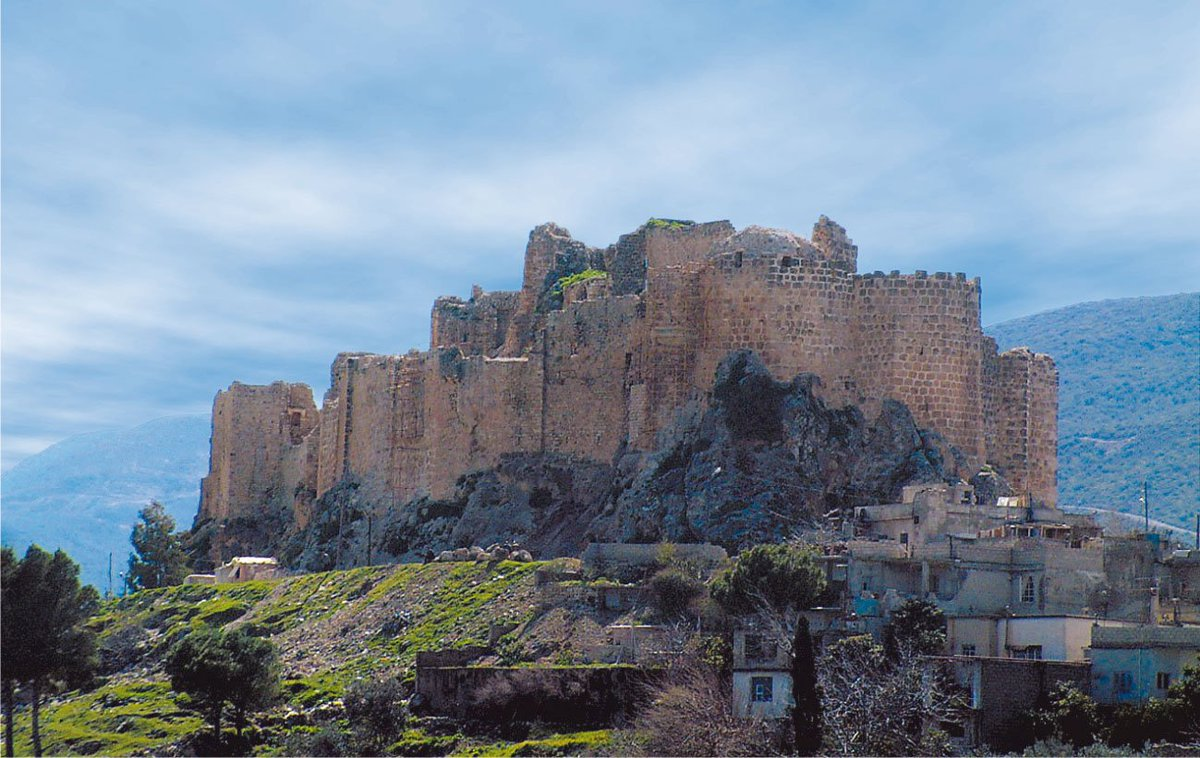
Il castello di Masyaf, l'insediamento dove Rāshid al-Dīn Sinān trascorse la maggior parte della sua vita

Oltre ai suoi possedimenti, Sinān sapeva che doveva stabilire anche dei legami internazionali. Dopo il 1160, Norandino e Saladino, i quali avevano posto fine al dominio fatimide in Egitto e avevano ripreso il jihād contro i crociati, rappresentavano per gli ismailiti siriani una minaccia maggiore di quella rappresentata dai Franchi (con tale nome erano noti i crociati nelle fonti arabe). Di conseguenza, Rāshid al-Dīn Sinān cercò inizialmente di stabilire relazioni pacifiche con i crociati, che da diversi decenni combattevano a intermittenza gli ismailiti siriani per il possesso di varie roccaforti. Gli intrecci tra ismailiti e crociati si erano intensificati poco prima del 1170, quando il re Amalrico I di Gerusalemme (al potere dal 1163 al 1174) aveva ceduto numerosi castelli vicini a quelli detenuti dagli ismailiti ai Templari e agli Ospitalieri, dei cui servizi si era sempre più avvalso. Pur continuando a pagare dei tributi ai Templari, che ormai controllavano Tortosa e i suoi dintorni a nord, le relazioni tra gli ismailiti siriani e gli Ospitalieri stavano degenerando, poiché nel 1142 l'Ordine religioso cavalleresco aveva ricevuto dal signore di Tripoli il loro presidio più robusto e conosciuto, il Krak dei Cavalieri, situato nelle vicinanze delle fortezze ismailite. Rāshid al-Dīn Sinān compì seri sforzi per avviare trattative di pace con i vicini crociati, grazie all'intercessione del re Amalrico I.
Nel 1173, Sinān inviò un ambasciatore ad Amalrico I allo scopo di rafforzare ulteriormente i legami il Regno di Gerusalemme, forse anche nella speranza di cancellare l'esoso tributo pagato dagli ismailiti ai Templari. L'emissario ismailita ricevette con ampia probabilità una risposta positiva da Amalrico, suscitando il grande disappunto templare. Non sorprende quindi che, durante il viaggio di ritorno, l'ambasciatore ismailita sia caduto vittima di un'imboscata e ucciso. Re Amalrico fu profondamente imbarazzato e irritato da questo atto, ordinato da Oddone di Saint-Amand, il Gran Maestro del Tempio. Amalrico condusse personalmente delle truppe a Sidone e arrestò i responsabili templari dell'agguato agli uomini di Rāshid al-Dīn Sinān, mandandoli in prigione a Tiro. Amalrico trasmise le sue scuse anche a Sinān, ma morì poco dopo, nel luglio del 1174, circostanza che impedì ai negoziati tra i Nizariti e il re franco di ottenere risultati duraturi. L'arcivescovo Guglielmo di Tiro, che all'epoca era al servizio di Amalrico, riferisce curiosamente che proprio in occasione di quell'incontro Rāshid al-Dīn Sinān aveva informato il re della sua intenzione di convertirsi al cristianesimo, così come la sua comunità. Tale informazione testimonierebbe chiaramente le serie intenzioni di Sinān di migliorare le relazioni con il regno latino.
Alla morte del condottiero zengide Norandino nel 1174, Saladino, diventato nel frattempo sultano d'Egitto, dopo aver impedito la successione di un nuovo Imām fatimide, si propose come protettore dell'"ortodossia" sunnita e subito si dimostrò il più pericoloso nemico degli ismailiti. Mentre Saladino estendeva la sua egemonia sulla Siria, Sinān fu spronato dagli Zengidi attivi ad Aleppo (in particolare da Gümüshtekin), i quali si sentivano anch'essi minacciati, ad affrontare il nemico comune. In una prima occasione, nel gennaio del 1176, degli Assassini furono scoperti mentre si trovavano nell'accampamento di Saladino, a ridosso della sua tenda, e vennero uccisi. Un secondo tentativo ebbe luogo a inizio aprile, quando Saladino intendeva colpire Aleppo. In quell'occasione, un assassino penetrò nella tenda dove riposava il suo obiettivo e Saladino fu salvato soltanto dalla cotta di maglia di ferro che portava sotto il turbante. In seguito, Saladino provò a conquistare militarmente i possedimenti degli Assassini, in particolare di Maṣyāf. A tal proposito, lo storico Steven Runciman ha affermato:
(Steven Runciman, Storia delle crociate, pp. 630-631)

### Terza crociata

Il Vicino Oriente nel 1190, prima dello sbarco dall'Europa di Filippo Augusto di Francia e Riccardo I d'Inghilterra

Sinan divenne nuovamente protagonista degli eventi che coinvolgevano cristiani e musulmani in occasione della Terza crociata. Nella primavera del 1192, i nobili cristiani della Palestina furono convocati da Riccardo I d'Inghilterra, al fine di designare il futuro re di Gerusalemme. I due candidati principali erano Guido di Lusignano e Corrado del Monferrato; fu quest'ultimo a essere votato, nonostante Riccardo preferisse il primo. Il 28 aprile dello stesso anno, poco tempo dopo la nomina, Corrado venne ucciso a Tiro da due Assassini ismailiti, come si scoprì in seguito. Si trattò di un evento apparentemente motivato dalla decisione di Sinān di vendicarsi di un vecchio atto di pirateria compiuto da Corrado.
Si trattò di un evento storico dalla non secondaria rilevanza, poiché gli studiosi hanno cercato di comprendere se nell'assassinio fosse stato in realtà implicato Saladino, il quale avrebbe spinto Sinan a uccidere sia Corrado sia Riccardo. Gli storici britannici riproducono i testi di due lettere che il Vecchio della Montagna avrebbe scritto a dignitari europei, assolvendo il re d'Inghilterra da qualsiasi coinvolgimento in questo complotto. Tuttavia, l'ismailita avrebbe eseguito solo la prima parte di questo piano, temendo che Saladino lo avrebbe poi attaccato perché privo di potenti nemici esterni. Tali informazioni si dovrebbero allo storico medievale curdo Ibn al-Athir (1160-1233), velatamente ostile a Saladino. Secondo altri, il mandante sarebbe stato Riccardo, ma si tratta di un'informazione tutt'altro che attendibile. Una fonte di epoca successiva ismailita siriana attribuisce l'iniziativa a Sinān in persona. Ad ogni modo, subito dopo la morte di Corrado, Riccardo I firmò un trattato di pace con Saladino, su insistenza del quale fu incluso nell'intesa anche il territorio degli ismailiti siriani.

### Morte

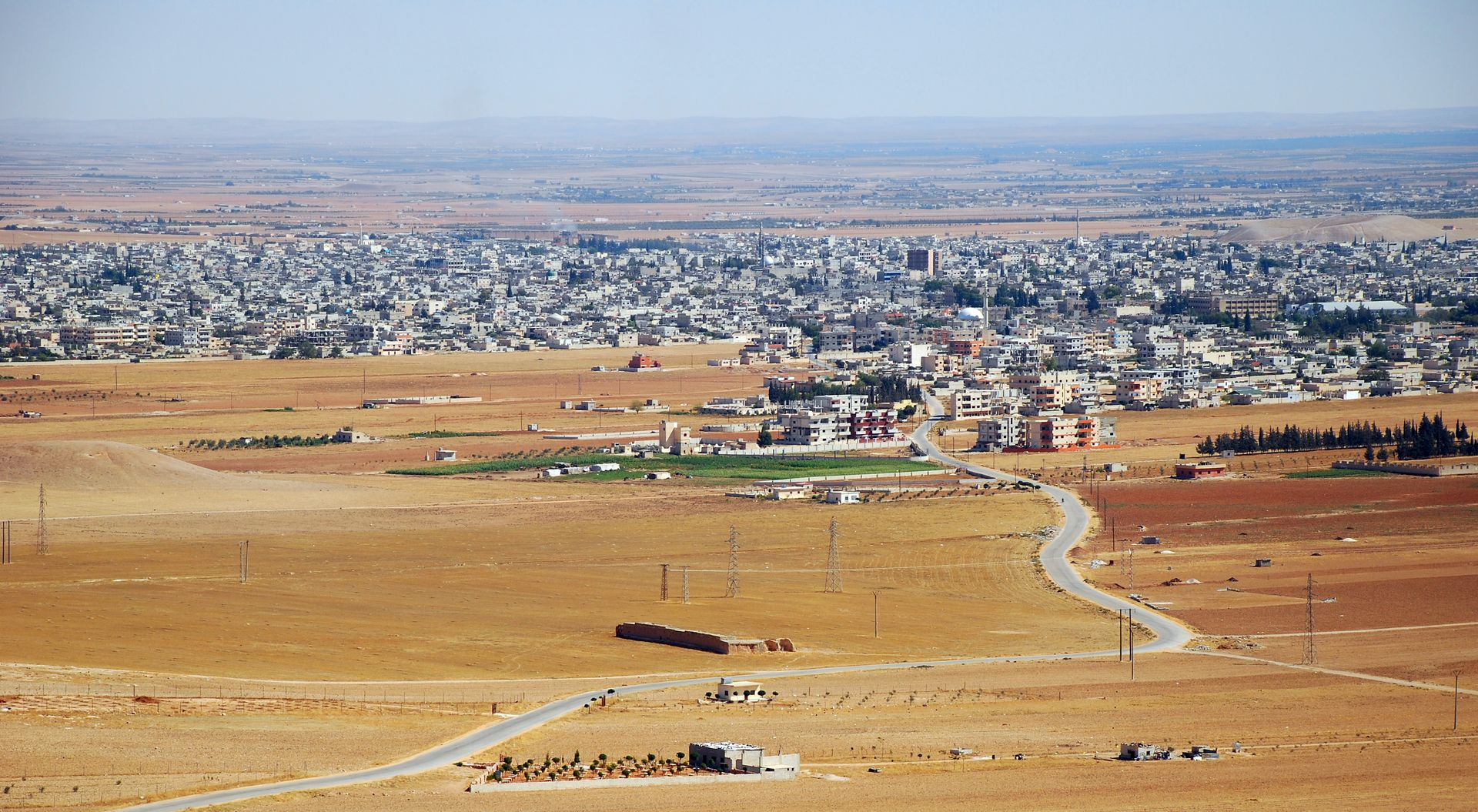
Salamiyya, la città dove furono sepolte le spoglie di Rāshid al-Dīn Sinān

Sinān rimase per circa tre decenni al potere, morendo nel 1193 nel castello di al-Kahf, a Maṣyāf, e fu sepolto a Salamiyya. Gli succedette il daʿi persiano Abū Manṣūr ibn Muḥammad, o Naṣr al-ʿAjamī; nominato dagli ismailiti di Alamūt, riacquistò una più stretta supervisione sul ramo siriano dell'Ordine degli Assassini. Pare che prima del suo decesso scrisse una lettera a Leopoldo V d'Austria su richiesta di Riccardo I, prendendosi il merito dell'ordine di assassinio e della successiva morte di Corrado di Monferrato, di cui Riccardo era accusato. Tuttavia, gli storici moderni ritengono che questa lettera sia un falso scritto dopo la morte di Sinan.

## Rilevanza storica
«Maestro nella strategia politica e nell'arte della diplomazia», Rāshid al-Dīn Sinān permise agli ismailiti siriani di sopravvivere e preservare la propria indipendenza in tempi difficili. Fu grazie alla sua figura carismatica che si diffusero varie le leggende relative agli ismailiti siriani. Con la morte di Sinān e Saladino nel 1193, così come del declino delle fortune degli Stati "franchi", si concluse anche un'epoca delle complesse relazioni tra ismailiti e crociati.
I successori di Sinān come capi degli ismailiti siriani eseguirono timide iniziative diplomatiche con i vicini musulmani e franchi, malgrado nessuno di loro raggiunse la relativa indipendenza di Rāshid al-Dīn Sinān da Alamut. Gli ismailiti siriani intrattennero rapporti pacifici con i successori di Saladino nella dinastia ayyubide, pur mantenendo relazioni altalenanti con i crociati e gli ordini militari. Sul punto è diversa l'opinione di Steven Runciman, il quale ricorda l'incontro avvenuto tra Enrico II di Champagne e il successore di Rāshid al-Dīn Sinān a Maṣyāf. Pare infatti che, «in segno di amicizia», dopo lo scambio di vari doni «gli assassini gli promisero di uccidere chiunque egli designasse loro».

## Influenza culturale
Nel romanzo di Umberto Eco Baudolino, il protagonista e i suoi amici vengono trattenuti per diversi anni nel castello di roccia di Rāshid al-Dīn Sinān, che nell'opera viene chiamato "Aloadin". Nella serie dedicata ai personaggi Ritter-Runkel-Reihe di Digedags della rivista tedesca a fumetti Mosaik, il numero del dicembre del 1966 intitolato "Der Alte vom Berge" riporta sulla copertina la storia di Rāshid al-Dīn Sinān.
Una versione romanzata di Rāshid al-Dīn Sinān (tale "Al Mualim", ovvero al-muʿallim, in arabo "Il Mentore") risulta l'antagonista principale nel videogioco storico della Ubisoft Assassin's Creed, doppiato nella versione originale da Peter Renaday e in quella italiana da Riccardo Rovatti. In qualità di mentore (guida) dell'Ordine degli Assassini alla fine del XII secolo, appare un personaggio influente nella Terza crociata e desideroso di sconfiggere i nemici di lunga data degli Assassini, i Cavalieri Templari, che stanno approfittando della crociata a proprio vantaggio. Uno degli allievi di Al Mualim, Altaïr Ibn-La'Ahad (protagonista del videogioco), non riesce a sottrarre a Gerusalemme ai Templari un artefatto, noto come Mela dell'Eden, per via della sua arroganza. A seguito di tale evento, Al Mualim lo priva del suo rango e gli ordina di assassinare nove importanti Templari in tutta la Terra santa per riguadagnare il suo rango e redimersi. Tuttavia, il desiderio di Al Mualim di ottenere la Mela lo porta a rinnegare gli Assassini e ad allearsi con i Templari, tradendo alla fine anche il protagonista. Quando Altaïr scopre la verità su Al Mualim e sulla sua alleanza con i Templari dopo aver ucciso la sua ultima vittima Roberto di Sablé, affronta il suo mentore e lo uccide per impedirgli di usare la Mela (che in realtà è un manufatto di tecnologia avanzata) per schiavizzare la razza umana, cosa che Al Mualim credeva avrebbe messo definitivamente fine a ogni conflitto. Nel videogioco, la morte di Al Mualim avviene nel 1191 e non nel 1193.
- Al Mualim riappare in Assassin's Creed: Revelations durante due sequenze di ricordi di Altaïr, una delle quali dimostra i momenti felici vissuti con il suo allievo prima del suo tradimento. L'altra tratta le conseguenze della sua morte e il suo impatto sulla vita successiva di Altaïr, che subentra ad Al Mualim in veste di mentore dell'Ordine.
- Al Mualim ha anche un ruolo minore in Assassin's Creed: Rogue, dove il templare dei giorni nostri Juhani Otso Berg lo annovera tra uno dei numerosi esempi di Assassini che, nel corso della storia, hanno tradito l'Ordine ritenendo i loro obiettivi personali e le loro convinzioni più affini a quelle dei Templari.